# Jesús Paganoni
Jesús Arturo Paganoni Peña, noto semplicemente come Jesús Paganoni (Guadalajara, 24 settembre 1988), è un ex calciatore messicano, di ruolo centrocampista.

## Caratteristiche tecniche
È un esterno destro.

## Carriera
Cresciuto nel settore giovanile dell'Atlas, ha militato nel club rossonero dal 2007 al 2016 esclusi quattro prestiti ad Académicos, Toluca, Irapuato e Veracruz, collezionando 71 presenze fra campionato e coppe. Nel luglio 2016 è passato a titolo definitivo al Veracruz con cui ha disputato 169 incontri fino al 2020, anno del suo passaggio al Puebla.